# Зграда Музеја Семберије у Бијељини
Зграда Музеја Семберије у Бијељини је најстарији цивилни објекат у Бијељини. 

## Положај и смјештај
Музеј Семберије је смјештен у Карађорђевој улици бр. 2, преко пута трга краља Петра Првог Карађорђевића и Скупштине града Бијељина. у самом центру Бијељине.
Музеј "Семберије" се налази у најстаријој згради која у себи садржи 4 изложбене сале површине 105 квадратних метара и једну салу за повремене изложбе.

## Историјат[3]
Зграда има дугу и бурну историју. Најстарији је сачуван цивилни објекат у Бијељини. Уз православну цркву Светог Георгија једина је која потиче из отоманског периода.
Зграда је завршена 1876. године. Бијељинци су је звали Конак. У приземљу зграде се налазила администрација бијељинске нахијске управе, а на спрату је био стан паше. Изградњу зграде је финансирала Отоманска Империја. Зграда је рађена у варијанти неомаварског стила и пројектовали су је италијански архитекти.
У периоду владавине Аустроугарске (1878-1918.) у овој згради је била смјештена управа Котарске области (замјене за турске нахије). Из тог периода потиче и музејски киоск који је тада служио као мјесто за споменик аустроугарском војнику. Иза киоска, на зиду су били канделабри и спискови погинулих војника. 
Током Краљевине Срба, Хрвата и Словенаца и, касније, Краљевине Југославије (1918-1941.) у згради се налазило среско начелништво за Бијељински срез. Иза зграде је водио ходник до затвора који се налазио у дворишту Музеја. Затвор је сада порушен, а некада је то била издужена зграда на спрат, са ограђеним затворским двориштем до данашње зграде Музеја. Канцеларија среског начелника налазила се на спрату и имала је балкон (који и сада постоји) који гледа на трг испред Општине. Остале просторије и канцеларије Среског начелништва остале су практично исте до дана данашњег.
Од 1941-1945. године у згради је био смјештен Котарски предстојник НДХ. Старјешина је био котарски предстојник дотадашњи шеф полиције у Сарајеву Иван Тољ, који је похапсио у Бијељини много Срба и Јевреја који су затим депортовани и ликвидирани у Јасеновцу. Код Ивана Тоља су били у затвору и бројни ђаци бијељинске гимназије међу којима Јосип Коукал, Милан Томић, Бранко Марковић, Боро Ивковић, Богољуб Боснић, Хасан Грапчановић, Ферика Кућера и др. У затвору се тада налазила и Милица Зорић Чолаковић, супруга Родољуба Чолаковића. Из овог затвора је оружаном акцијом ослобођена Тифа Липничевић партизанка, а из истог затвора успио је да побјегне четник Божо Лејић. 
Након 1945. па све до 1952. године, у вријеме Социјалистичке Југославије, овдје је била смјештена управа среза.
У периоду од 1952. до 1964. године у згради је био Срески суд, а распоред просторија није мијењан.
У периоду од 1964. до 1977. године зграда је служила за смјештај нижих разреда Основне школе. 
Након детаљног реновирања граде, по нацртима архитекте Слободана Лукића, у зграду је усељен Музеј Семберија гдје се и даље налази.
Почетком фебруара 2025. године почели су радови на измјени кровне конструкције за чије је потребе из градског буџета издвојено око 160.000 КМ. Радове изводи предузеће Призма а у плану је завршетак послова до половине марта исте године.

## Галерија
- Изглед Музеја Семберије у Бијељини